# Coppa del Mondo di slittino
La Coppa del Mondo di slittino è un circuito internazionale di gare di slittino organizzato annualmente dalla Federazione Internazionale Slittino (FIL), a partire dalla stagione 1977/78. Tra le Coppe del Mondo che si disputano annualmente nelle varie discipline invernali questa competizione è la seconda per ordine di istituzione, subito dietro allo sci alpino ed a pari merito con il biathlon.
Le gare si svolgono abitualmente da novembre a febbraio prevalentemente sulle piste europee, ma capita che prove si disputino anche in Nord America e nell'Estremo Oriente. Dall'edizione 2011/12 i titoli di campioni europei e di campioni pacifico-americani, questi ultimi di fresca istituzione, vengono assegnati durante una tappa di Coppa del Mondo come gara nella gara. Resta invece competizione a sé stante il campionato mondiale, che viene disputato tutti gli anni, eccezion fatta in quelli in cui si disputano i Giochi olimpici.
Fin dalla sua prima edizione le discipline in cui si gareggia sono il singolo uomini, il singolo donne e il doppio. Oltre a queste tre prove, dal 2003/04 è stata introdotta anche la gara a squadre; quest'ultima competizione però non si disputa in un tutte le località sede di tappa. A partire dalla stagione 2014/15 è stata istituita la specialità dello sprint, articolata in una gara maschile, una femminile e una di doppio; alle gare sprint possono prendere parte solo i primi quindici classificati delle "classiche" gare del singolo uomini e donne e del doppio disputate in quella stessa tappa del circuito di Coppa, attribuendo gli stessi punteggi già previsti per le altre tipologie di gara relativamente alle classifiche delle sfere di cristallo generali; le Coppe di specialità per le gare sprint vengono assegnate a coloro che hanno disputato tutte le prove facendo segnare il minor tempo nella somma delle tre discese. Come per la gara a squadre, quest'ultima competizione non si disputa in tutte le località sede di tappa. A partire dalla stagione 2020/21 è stata istituita un'ulteriore Coppa di specialità, attribuita in base ai punti ottenuti soltanto nelle gare "classiche", che va ad affiancare quella riservata alle gare sprint, di cui è stato modificato il metodo di attribuzione, anch'esso ora a punti e non più per somma di tempi, uniformandolo così alle altre graduatorie di Coppa. Questi trofei di specialità sono di fatto delle coppe di cristallo leggermente più piccole di quelle generali.
L'attribuzione dei punti ai partecipanti nelle varie gare è cambiata diverse volte nel corso degli anni. Attualmente vengono assegnati punti a scalare ad ogni atleta classificato utilmente in ogni singola gara (100 punti al vincitore, 85 al secondo, 70 al terzo e così via fino ad assegnarne 1 a coloro che si piazzano dalla quarantesima posizione in giù). Alla fine della stagione gli slittinisti con il punteggio complessivo più alto per ogni disciplina vincono le rispettive Coppe del Mondo. Nel doppio si tiene in considerazione solo il risultato di coppia e non per singolo partecipante, infatti se anche in stagione si gareggia con più partner non vengono sommati i punteggi ottenuti da ogni singolo atleta, ma solo quelli relativi alla stessa coppia. Nelle gare a squadre viene invece premiata la nazione.
Il trofeo consegnato al vincitore è una sfera di cristallo, che rappresenta il mondo, su un piedistallo. È similare al trofeo consegnato ai vincitori delle Coppe del Mondo organizzate dalla FIS (sci alpino, sci di fondo, salto con gli sci, combinata nordica, freestyle, snowboard), dall'IBU (biathlon), dall'ISU (pattinaggio di velocità, short track) o dalla IBSF (bob, skeleton). Per questo a volte il termine sfera di cristallo è usato come sinonimo di Coppa del Mondo.

## Albo d'oro

### Coppe del Mondo generali

#### Singolo donne
| Stagione | Prima                                                     | Seconda                           | Terza                                                                                    |
| -------- | --------------------------------------------------------- | --------------------------------- | ---------------------------------------------------------------------------------------- |
| 1977/78  | Regina König Germania Ovest                               | Andrea Fendt Germania Ovest       | Angelika Schafferer Austria, Margit Schumann Germania Est e Roswita Stenzel Germania Est |
| 1978/79  | Angelika Schafferer Austria                               | Marie-Luise Rainer Italia         | Christine Brunner Austria                                                                |
| 1979/80  | Angelika Schafferer Austria                               | Bettina Schmidt Germania Est      | Christine Brunner Austria                                                                |
| 1980/81  | Angelika Schafferer Austria                               | Monika Auer Italia                | Marie-Luise Rainer Italia                                                                |
| 1981/82  | Vera Zozulja Unione Sovietica                             | Marie-Luise Rainer Italia         | Monika Auer Italia                                                                       |
| 1982/83  | Ute Weiß Germania Est                                     | Ingrīda Amantova Unione Sovietica | Melitta Sollmann Germania Est                                                            |
| 1983/84  | Steffi Martin Germania Est e Bettina Schmidt Germania Est | –                                 | Ute Weiß Germania Est                                                                    |
| 1984/85  | Cerstin Schmidt Germania Est                              | Ute Oberhoffner Germania Est      | Marie-Luise Rainer Italia                                                                |
| 1985/86  | Marie-Luise Rainer Italia                                 | Cerstin Schmidt Germania Est      | Ute Oberhoffner Germania Est                                                             |
| 1986/87  | Cerstin Schmidt Germania Est                              | Marie-Luise Rainer Italia         | Gabriele Kohlisch Germania Est e Bonny Warner Stati Uniti                                |
| 1987/88  | Julija Antipova Unione Sovietica                          | Marie-Luise Rainer Italia         | Gabriele Kohlisch Germania Est                                                           |
| 1988/89  | Ute Oberhoffner Germania Est                              | Gerda Weissensteiner Italia       | Julija Antipova Unione Sovietica                                                         |
| 1989/90  | Julija Antipova Unione Sovietica                          | Gerda Weissensteiner Italia       | Jana Bode Germania Ovest                                                                 |
| 1990/91  | Susi Erdmann Germania                                     | Gerda Weissensteiner Italia       | Gabriele Kohlisch Germania                                                               |
| 1991/92  | Susi Erdmann Germania                                     | Cammy Myler Stati Uniti           | Doris Neuner Austria e Gabriele Kohlisch Germania                                        |
| 1992/93  | Gerda Weissensteiner Italia                               | Doris Neuner Austria              | Andrea Tagwerker Austria                                                                 |
| 1993/94  | Gabriele Kohlisch Germania                                | Jana Bode Germania                | Andrea Tagwerker Austria e Susi Erdmann Germania                                         |
| 1994/95  | Sylke Otto Germania                                       | Gabriele Kohlisch Germania        | Jana Bode Germania                                                                       |
| 1995/96  | Jana Bode Germania                                        | Gerda Weissensteiner Italia       | Gabriele Kohlisch Germania                                                               |
| 1996/97  | Andrea Tagwerker Austria                                  | Angelika Neuner Austria           | Jana Bode Germania                                                                       |
| 1997/98  | Gerda Weissensteiner Italia                               | Silke Kraushaar Germania          | Cammy Myler Stati Uniti                                                                  |
| 1998/99  | Silke Kraushaar Germania                                  | Sylke Otto Germania               | Barbara Niedernhuber Germania                                                            |
| 1999/00  | Sylke Otto Germania                                       | Silke Kraushaar Germania          | Barbara Niedernhuber Germania                                                            |
| 2000/01  | Silke Kraushaar Germania                                  | Sylke Otto Germania               | Angelika Neuner Austria                                                                  |
| 2001/02  | Silke Kraushaar Germania                                  | Sylke Otto Germania               | Barbara Niedernhuber Germania                                                            |
| 2002/03  | Sylke Otto Germania                                       | Silke Kraushaar Germania          | Barbara Niedernhuber Germania                                                            |
| 2003/04  | Sylke Otto Germania                                       | Silke Kraushaar Germania          | Barbara Niedernhuber Germania                                                            |
| 2004/05  | Barbara Niedernhuber Germania                             | Silke Kraushaar Germania          | Sylke Otto Germania                                                                      |
| 2005/06  | Silke Kraushaar Germania                                  | Sylke Otto Germania               | Tatjana Hüfner Germania                                                                  |
| 2006/07  | Silke Kraushaar-Pielach Germania                          | Tatjana Hüfner Germania           | Anke Wischnewski Germania                                                                |
| 2007/08  | Tatjana Hüfner Germania                                   | Silke Kraushaar-Pielach Germania  | Natalie Geisenberger Germania                                                            |
| 2008/09  | Tatjana Hüfner Germania                                   | Natalie Geisenberger Germania     | Anke Wischnewski Germania                                                                |
| 2009/10  | Tatjana Hüfner Germania                                   | Natalie Geisenberger Germania     | Anke Wischnewski Germania                                                                |
| 2010/11  | Tatjana Hüfner Germania                                   | Natalie Geisenberger Germania     | Anke Wischnewski Germania                                                                |
| 2011/12  | Tatjana Hüfner Germania                                   | Natalie Geisenberger Germania     | Anke Wischnewski Germania                                                                |
| 2012/13  | Natalie Geisenberger Germania                             | Anke Wischnewski Germania         | Tatjana Hüfner Germania                                                                  |
| 2013/14  | Natalie Geisenberger Germania                             | Alex Gough Canada                 | Tatjana Hüfner Germania                                                                  |
| 2014/15  | Natalie Geisenberger Germania                             | Dajana Eitberger Germania         | Tatjana Hüfner Germania                                                                  |
| 2015/16  | Natalie Geisenberger Germania                             | Tat'jana Ivanova Russia           | Tatjana Hüfner Germania                                                                  |
| 2016/17  | Natalie Geisenberger Germania                             | Tatjana Hüfner Germania           | Tat'jana Ivanova Russia                                                                  |
| 2017/18  | Natalie Geisenberger Germania                             | Dajana Eitberger Germania         | Summer Britcher Stati Uniti                                                              |
| 2018/19  | Natalie Geisenberger Germania                             | Julia Taubitz Germania            | Summer Britcher Stati Uniti                                                              |
| 2019/20  | Julia Taubitz Germania                                    | Tat'jana Ivanova Russia           | Viktorija Demčenko Russia                                                                |
| 2020/21  | Natalie Geisenberger Germania                             | Julia Taubitz Germania            | Dajana Eitberger Germania                                                                |
| 2021/22  | Julia Taubitz Germania                                    | Madeleine Egle Austria            | Natalie Geisenberger Germania                                                            |
| 2022/23  | Julia Taubitz Germania                                    | Dajana Eitberger Germania         | Anna Berreiter Germania                                                                  |
| 2023/24  | Julia Taubitz Germania                                    | Anna Berreiter Germania           | Madeleine Egle Austria                                                                   |
| 2024/25  | Julia Taubitz Germania                                    | Madeleine Egle Austria            | Lisa Schulte Austria                                                                     |

#### Singolo uomini
| Stagione | Primo                                            | Secondo                          | Terzo                                                         |
| -------- | ------------------------------------------------ | -------------------------------- | ------------------------------------------------------------- |
| 1977/78  | Anton Winkler Germania Ovest                     | Paul Hildgartner Italia          | Manfred Schmid Austria e Gerhard Böhmer Germania Ovest        |
| 1978/79  | Paul Hildgartner Italia                          | Hansjörg Raffl Italia            | Karl Brunner Italia                                           |
| 1979/80  | Ernst Haspinger Italia                           | Karl Brunner Italia              | Georg Fluckinger Austria                                      |
| 1980/81  | Ernst Haspinger Italia e Paul Hildgartner Italia | –                                | Karl Brunner Italia                                           |
| 1981/82  | Ernst Haspinger Italia                           | Sergej Danilin Unione Sovietica  | Michael Walter Germania Est                                   |
| 1982/83  | Paul Hildgartner Italia                          | Sergej Danilin Unione Sovietica  | Ernst Haspinger Italia                                        |
| 1983/84  | Michael Walter Germania Est                      | Norbert Huber Italia             | Jurij Charčenko Unione Sovietica                              |
| 1984/85  | Norbert Huber Italia                             | Markus Prock Austria             | Gerhard Sandbichler Austria e Wolfgang Schädler Liechtenstein |
| 1985/86  | Norbert Huber Italia                             | Johannes Schettel Germania Ovest | Paul Hildgartner Italia                                       |
| 1986/87  | Norbert Huber Italia                             | René Friedl Germania Est         | Markus Prock Austria e Paul Hildgartner Italia                |
| 1987/88  | Markus Prock Austria                             | Jurij Charčenko Unione Sovietica | Jens Müller Germania Est                                      |
| 1988/89  | Georg Hackl Germania Ovest                       | Jens Müller Germania Est         | Johannes Schettel Germania Ovest                              |
| 1989/90  | Georg Hackl Germania Ovest                       | Markus Prock Austria             | Norbert Huber Italia                                          |
| 1990/91  | Markus Prock Austria                             | Georg Hackl Germania             | Jens Müller Germania                                          |
| 1991/92  | Markus Prock Austria                             | Duncan Kennedy Stati Uniti       | Georg Hackl Germania                                          |
| 1992/93  | Markus Prock Austria                             | Georg Hackl Germania             | Duncan Kennedy Stati Uniti                                    |
| 1993/94  | Markus Prock Austria                             | Duncan Kennedy Stati Uniti       | Georg Hackl Germania                                          |
| 1994/95  | Markus Prock Austria                             | Armin Zöggeler Italia            | Jens Müller Germania                                          |
| 1995/96  | Markus Prock Austria                             | Armin Zöggeler Italia            | Georg Hackl Germania                                          |
| 1996/97  | Markus Prock Austria                             | Jens Müller Germania             | Wilfried Huber Italia                                         |
| 1997/98  | Armin Zöggeler Italia                            | Norbert Huber Italia             | Gerhard Gleirscher Austria                                    |
| 1998/99  | Markus Prock Austria                             | Georg Hackl Germania             | Jens Müller Germania                                          |
| 1999/00  | Armin Zöggeler Italia                            | Jens Müller Germania             | Georg Hackl Germania                                          |
| 2000/01  | Armin Zöggeler Italia                            | Georg Hackl Germania             | Markus Prock Austria                                          |
| 2001/02  | Markus Prock Austria                             | Armin Zöggeler Italia            | Georg Hackl Germania                                          |
| 2002/03  | Markus Kleinheinz Austria                        | Georg Hackl Germania             | Armin Zöggeler Italia                                         |
| 2003/04  | Armin Zöggeler Italia                            | Georg Hackl Germania             | David Möller Germania                                         |
| 2004/05  | Al'bert Demčenko Russia                          | Georg Hackl Germania             | Markus Kleinheinz Austria e David Möller Germania             |
| 2005/06  | Armin Zöggeler Italia                            | David Möller Germania            | Tony Benshoof Stati Uniti                                     |
| 2006/07  | Armin Zöggeler Italia                            | David Möller Germania            | Reinhold Rainer Italia                                        |
| 2007/08  | Armin Zöggeler Italia                            | David Möller Germania            | Al'bert Demčenko Russia                                       |
| 2008/09  | Armin Zöggeler Italia                            | David Möller Germania            | Jan Eichhorn Germania                                         |
| 2009/10  | Armin Zöggeler Italia                            | Al'bert Demčenko Russia          | Felix Loch Germania                                           |
| 2010/11  | Armin Zöggeler Italia                            | Felix Loch Germania              | Al'bert Demčenko Russia                                       |
| 2011/12  | Felix Loch Germania                              | Andi Langenhan Germania          | David Möller Germania                                         |
| 2012/13  | Felix Loch Germania                              | Andi Langenhan Germania          | David Möller Germania                                         |
| 2013/14  | Felix Loch Germania                              | Armin Zöggeler Italia            | Dominik Fischnaller Italia                                    |
| 2014/15  | Felix Loch Germania                              | Andi Langenhan Germania          | Wolfgang Kindl Austria                                        |
| 2015/16  | Felix Loch Germania                              | Wolfgang Kindl Austria           | Christopher Mazdzer Stati Uniti                               |
| 2016/17  | Roman Repilov Russia                             | Felix Loch Germania              | Wolfgang Kindl Austria                                        |
| 2017/18  | Felix Loch Germania                              | Wolfgang Kindl Austria           | Roman Repilov Russia                                          |
| 2018/19  | Semën Pavličenko Russia                          | Roman Repilov Russia             | Felix Loch Germania                                           |
| 2019/20  | Roman Repilov Russia                             | Dominik Fischnaller Italia       | Semën Pavličenko Russia                                       |
| 2020/21  | Felix Loch Germania                              | Johannes Ludwig Germania         | Semën Pavličenko Russia                                       |
| 2021/22  | Johannes Ludwig Germania                         | Wolfgang Kindl Austria           | Kristers Aparjods Lettonia e Felix Loch Germania              |
| 2022/23  | Dominik Fischnaller Italia                       | Felix Loch Germania              | Max Langenhan Germania                                        |
| 2023/24  | Max Langenhan Germania                           | Kristers Aparjods Lettonia       | Felix Loch Germania                                           |
| 2024/25  | Max Langenhan Germania                           | Nico Gleirscher Austria          | Felix Loch Germania                                           |

#### Doppio
| Stagione | Primi                                                                                   | Secondi                                                                        | Terzi                                                                                          |
| -------- | --------------------------------------------------------------------------------------- | ------------------------------------------------------------------------------ | ---------------------------------------------------------------------------------------------- |
| 1977/78  | Peter Gschnitzer Karl Brunner Italia                                                    | Hans Brandner Balthasar Schwarm Germania Ovest                                 | Stefan Hölzlwimmer Rudolf Größwang Germania Ovest                                              |
| 1978/79  | Peter Gschnitzer Karl Brunner Italia                                                    | Georg Fluckinger Karl Schrott Austria                                          | Hans Brandner Balthasar Schwarm Germania Ovest                                                 |
| 1979/80  | Günther Lemmerer Reinhold Sulzbacher Austria                                            | Georg Fluckinger Karl Schrott Austria                                          | Peter Gschnitzer Karl Brunner Italia                                                           |
| 1980/81  | Günther Lemmerer Reinhold Sulzbacher Austria                                            | Hansjörg Raffl Karl Brunner Italia                                             | Hans Stangassinger Franz Wembacher Germania Ovest                                              |
| 1981/82  | Günther Lemmerer Reinhold Sulzbacher Austria e Georg Fluckinger Franz Wilhelmer Austria | –                                                                              | Juris Ėjsaks Ėjnars Vejkša Unione Sovietica                                                    |
| 1982/83  | Hansjörg Raffl Norbert Huber Italia                                                     | Hans Stangassinger Franz Wembacher Germania Ovest                              | Thomas Schwab Wolfgang Staudinger Germania Ovest e Juris Ėjsaks Ėjnars Vejkša Unione Sovietica |
| 1983/84  | Jörg Hoffmann Jochen Pietzsch Germania Est                                              | Georg Fluckinger Franz Wilhelmer Austria e Hansjörg Raffl Norbert Huber Italia | –                                                                                              |
| 1984/85  | Hansjörg Raffl Norbert Huber Italia                                                     | Georg Fluckinger Franz Wilhelmer Austria                                       | Rene Keller Lutz Kühnlenz Germania Est                                                         |
| 1985/86  | Hansjörg Raffl Norbert Huber Italia                                                     | Thomas Schwab Wolfgang Staudinger Germania Ovest                               | Stefan Ilsanker Georg Hackl Germania Ovest                                                     |
| 1986/87  | Thomas Schwab Wolfgang Staudinger Germania Ovest                                        | Stefan Ilsanker Georg Hackl Germania Ovest                                     | Hansjörg Raffl Norbert Huber Italia                                                            |
| 1987/88  | Evgenij Belousov Aleksandr Beljakov Unione Sovietica                                    | Stefan Ilsanker Georg Hackl Germania Ovest                                     | Hansjörg Raffl Norbert Huber Italia e Vitalij Mel'nik Dmitrij Alekseev Unione Sovietica        |
| 1988/89  | Hansjörg Raffl Norbert Huber Italia                                                     | Stefan Krauße Jan Behrendt Germania Est                                        | Jörg Hoffmann Jochen Pietzsch Germania Est                                                     |
| 1989/90  | Hansjörg Raffl Norbert Huber Italia                                                     | Kurt Brugger Wilfried Huber Italia                                             | Stefan Ilsanker Georg Hackl Germania Ovest                                                     |
| 1990/91  | Hansjörg Raffl Norbert Huber Italia                                                     | Stefan Krauße Jan Behrendt Germania                                            | Kurt Brugger Wilfried Huber Italia                                                             |
| 1991/92  | Hansjörg Raffl Norbert Huber Italia                                                     | Yves Mankel Thomas Rudolph Germania                                            | Stefan Krauße Jan Behrendt Germania                                                            |
| 1992/93  | Hansjörg Raffl Norbert Huber Italia                                                     | Kurt Brugger Wilfried Huber Italia                                             | Stefan Krauße Jan Behrendt Germania                                                            |
| 1993/94  | Stefan Krauße Jan Behrendt Germania                                                     | Markus Schiegl Tobias Schiegl Austria                                          | Steffen Skel Steffen Wöller Germania                                                           |
| 1994/95  | Stefan Krauße Jan Behrendt Germania                                                     | Kurt Brugger Wilfried Huber Italia                                             | Christopher Thorpe Gordon Sheer Stati Uniti                                                    |
| 1995/96  | Stefan Krauße Jan Behrendt Germania                                                     | Yves Mankel Thomas Rudolph Germania                                            | Christopher Thorpe Gordon Sheer Stati Uniti                                                    |
| 1996/97  | Christopher Thorpe Gordon Sheer Stati Uniti                                             | Gerhard Plankensteiner Oswald Haselrieder Italia                               | Markus Schiegl Tobias Schiegl Austria                                                          |
| 1997/98  | Mark Grimmette Brian Martin Stati Uniti                                                 | Kurt Brugger Wilfried Huber Italia                                             | Gerhard Plankensteiner Oswald Haselrieder Italia                                               |
| 1998/99  | Mark Grimmette Brian Martin Stati Uniti                                                 | Markus Schiegl Tobias Schiegl Austria                                          | Patric Leitner Alexander Resch Germania                                                        |
| 1999/00  | Patric Leitner Alexander Resch Germania                                                 | Steffen Skel Steffen Wöller Germania                                           | Mark Grimmette Brian Martin Stati Uniti                                                        |
| 2000/01  | Steffen Skel Steffen Wöller Germania                                                    | André Florschütz Torsten Wustlich Germania                                     | Patric Leitner Alexander Resch Germania                                                        |
| 2001/02  | Patric Leitner Alexander Resch Germania                                                 | Steffen Skel Steffen Wöller Germania                                           | Markus Schiegl Tobias Schiegl Austria                                                          |
| 2002/03  | Mark Grimmette Brian Martin Stati Uniti                                                 | Patric Leitner Alexander Resch Germania                                        | Markus Schiegl Tobias Schiegl Austria                                                          |
| 2003/04  | Patric Leitner Alexander Resch Germania                                                 | André Florschütz Torsten Wustlich Germania                                     | Christian Oberstolz Patrick Gruber Italia                                                      |
| 2004/05  | Christian Oberstolz Patrick Gruber Italia                                               | André Florschütz Torsten Wustlich Germania                                     | Andreas Linger Wolfgang Linger Austria                                                         |
| 2005/06  | Patric Leitner Alexander Resch Germania                                                 | Christian Oberstolz Patrick Gruber Italia                                      | André Florschütz Torsten Wustlich Germania                                                     |
| 2006/07  | Patric Leitner Alexander Resch Germania                                                 | Christian Oberstolz Patrick Gruber Italia                                      | Gerhard Plankensteiner Oswald Haselrieder Italia                                               |
| 2007/08  | Patric Leitner Alexander Resch Germania                                                 | Christian Oberstolz Patrick Gruber Italia                                      | Andreas Linger Wolfgang Linger Austria                                                         |
| 2008/09  | Christian Oberstolz Patrick Gruber Italia                                               | Patric Leitner Alexander Resch Germania                                        | Andreas Linger Wolfgang Linger Austria                                                         |
| 2009/10  | André Florschütz Torsten Wustlich Germania                                              | Patric Leitner Alexander Resch Germania                                        | Christian Oberstolz Patrick Gruber Italia                                                      |
| 2010/11  | Tobias Wendl Tobias Arlt Germania                                                       | Andreas Linger Wolfgang Linger Austria                                         | Christian Oberstolz Patrick Gruber Italia                                                      |
| 2011/12  | Andreas Linger Wolfgang Linger Austria                                                  | Tobias Wendl Tobias Arlt Germania                                              | Toni Eggert Sascha Benecken Germania                                                           |
| 2012/13  | Tobias Wendl Tobias Arlt Germania                                                       | Toni Eggert Sascha Benecken Germania                                           | Peter Penz Georg Fischler Austria                                                              |
| 2013/14  | Tobias Wendl Tobias Arlt Germania                                                       | Toni Eggert Sascha Benecken Germania                                           | Christian Oberstolz Patrick Gruber Italia                                                      |
| 2014/15  | Toni Eggert Sascha Benecken Germania                                                    | Tobias Wendl Tobias Arlt Germania                                              | Andris Šics Juris Šics Lettonia                                                                |
| 2015/16  | Tobias Wendl Tobias Arlt Germania                                                       | Toni Eggert Sascha Benecken Germania                                           | Peter Penz Georg Fischler Austria                                                              |
| 2016/17  | Toni Eggert Sascha Benecken Germania                                                    | Tobias Wendl Tobias Arlt Germania                                              | Matthew Mortensen Jayson Terdiman Stati Uniti                                                  |
| 2017/18  | Toni Eggert Sascha Benecken Germania                                                    | Tobias Wendl Tobias Arlt Germania                                              | Peter Penz Georg Fischler Austria                                                              |
| 2018/19  | Toni Eggert Sascha Benecken Germania                                                    | Thomas Steu Lorenz Koller Austria                                              | Tobias Wendl Tobias Arlt Germania                                                              |
| 2019/20  | Toni Eggert Sascha Benecken Germania                                                    | Tobias Wendl Tobias Arlt Germania                                              | Andris Šics Juris Šics Lettonia                                                                |
| 2020/21  | Thomas Steu Lorenz Koller Austria                                                       | Andris Šics Juris Šics Lettonia                                                | Toni Eggert Sascha Benecken Germania                                                           |
| 2021/22  | Toni Eggert Sascha Benecken Germania                                                    | Andris Šics Juris Šics Lettonia                                                | Tobias Wendl Tobias Arlt Germania                                                              |
| 2022/23  | Tobias Wendl Tobias Arlt Germania                                                       | Toni Eggert Sascha Benecken Germania                                           | Mārtiņš Bots Roberts Plūme Lettonia                                                            |
| 2023/24  | Thomas Steu Lorenz Koller Austria                                                       | Tobias Wendl Tobias Arlt Germania                                              | Mārtiņš Bots Roberts Plūme Lettonia                                                            |
| 2024/25  | Tobias Wendl Tobias Arlt Germania                                                       | Mārtiņš Bots Roberts Plūme Lettonia                                            | Thomas Steu Lorenz Koller Austria                                                              |

#### Doppio donne
| Stagione | Prime                                 | Seconde                                        | Terze                                          |
| -------- | ------------------------------------- | ---------------------------------------------- | ---------------------------------------------- |
| 2022/23  | Andrea Vötter Marion Oberhofer Italia | Selina Egle Lara Kipp Austria                  | Jessica Degenhardt Cheyenne Rosenthal Germania |
| 2023/24  | Andrea Vötter Marion Oberhofer Italia | Jessica Degenhardt Cheyenne Rosenthal Germania | Dajana Eitberger Saskia Schirmer Germania      |
| 2024/25  | Selina Egle Lara Kipp Austria         | Jessica Degenhardt Cheyenne Rosenthal Germania | Chevonne Forgan Sophia Kirkby Stati Uniti      |

#### Doppio uomini
| Stagione | Primi                              | Secondi                              | Terzi                               |
| -------- | ---------------------------------- | ------------------------------------ | ----------------------------------- |
| 2022/23  | Tobias Wendl Tobias Arlt Germania  | Toni Eggert Sascha Benecken Germania | Mārtiņš Bots Roberts Plūme Lettonia |
| 2023/24  | Thomas Steu Wolfgang Kindl Austria | Tobias Wendl Tobias Arlt Germania    | Mārtiņš Bots Roberts Plūme Lettonia |
| 2024/25  | Tobias Wendl Tobias Arlt Germania  | Mārtiņš Bots Roberts Plūme Lettonia  | Thomas Steu Lorenz Koller Austria   |

#### Gara a squadre
| Stagione | Prima           | Seconda                         | Terza       |
| -------- | --------------- | ------------------------------- | ----------- |
| 2003/04  | Germania        | Italia                          | Austria     |
| 2004/05  | Germania        | Italia                          | Stati Uniti |
| 2005/06  | Italia          | Austria, Germania e Stati Uniti | –           |
| 2006/07  | Germania        | Canada                          | Stati Uniti |
| 2007/08  | Germania        | Stati Uniti                     | Austria     |
| 2008/09  | Germania        | Austria                         | Stati Uniti |
| 2009/10  | Germania        | Austria                         | Canada      |
| 2010/11  | Germania        | Italia                          | Russia      |
| 2011/12  | Germania        | Canada                          | Russia      |
| 2012/13  | Germania        | Italia                          | Stati Uniti |
| 2013/14  | Germania        | Canada                          | Stati Uniti |
| 2014/15  | Germania        | Russia                          | Stati Uniti |
| 2015/16  | Germania        | Russia                          | Stati Uniti |
| 2016/17  | Germania        | Lettonia                        | Russia      |
| 2017/18  | Germania        | Austria                         | Canada      |
| 2018/19  | Germania        | Russia                          | Lettonia    |
| 2019/20  | Italia e Russia | –                               | Germania    |
| 2020/21  | Germania        | Russia                          | Lettonia    |
| 2021/22  | Germania        | Lettonia                        | Austria     |
| 2022/23  | Germania        | Lettonia                        | Austria     |
| 2023/24  | Germania        | Austria                         | Stati Uniti |

### Coppe del Mondo di specialità

#### Singolo donne
| Stagione | Prima                         | Seconda                   | Terza                         |
| -------- | ----------------------------- | ------------------------- | ----------------------------- |
| 2020/21  | Natalie Geisenberger Germania | Julia Taubitz Germania    | Madeleine Egle Austria        |
| 2021/22  | Madeleine Egle Austria        | Julia Taubitz Germania    | Natalie Geisenberger Germania |
| 2022/23  | Julia Taubitz Germania        | Dajana Eitberger Germania | Anna Berreiter Germania       |
| 2023/24  | Julia Taubitz Germania        | Anna Berreiter Germania   | Madeleine Egle Austria        |

#### Singolo uomini
| Stagione | Primo                    | Secondo                    | Terzo                   |
| -------- | ------------------------ | -------------------------- | ----------------------- |
| 2020/21  | Felix Loch Germania      | Johannes Ludwig Germania   | Nico Gleirscher Austria |
| 2021/22  | Johannes Ludwig Germania | Wolfgang Kindl Austria     | Felix Loch Germania     |
| 2022/23  | Felix Loch Germania      | Dominik Fischnaller Italia | Max Langenhan Germania  |
| 2023/24  | Max Langenhan Germania   | Kristers Aparjods Lettonia | Jonas Müller Austria    |

#### Doppio
| Stagione | Primi                                | Secondi                              | Terzi                           |
| -------- | ------------------------------------ | ------------------------------------ | ------------------------------- |
| 2020/21  | Thomas Steu Lorenz Koller Austria    | Toni Eggert Sascha Benecken Germania | Andris Šics Juris Šics Lettonia |
| 2021/22  | Toni Eggert Sascha Benecken Germania | Tobias Wendl Tobias Arlt Germania    | Andris Šics Juris Šics Lettonia |

#### Doppio donne
| Stagione | Prime                                          | Seconde                                        | Terze                                     |
| -------- | ---------------------------------------------- | ---------------------------------------------- | ----------------------------------------- |
| 2022/23  | Andrea Vötter Marion Oberhofer Italia          | Jessica Degenhardt Cheyenne Rosenthal Germania | Selina Egle Lara Kipp Austria             |
| 2023/24  | Jessica Degenhardt Cheyenne Rosenthal Germania | Andrea Vötter Marion Oberhofer Italia          | Dajana Eitberger Saskia Schirmer Germania |

#### Doppio uomini
| Stagione | Primi                              | Secondi                              | Terzi                               |
| -------- | ---------------------------------- | ------------------------------------ | ----------------------------------- |
| 2022/23  | Tobias Wendl Tobias Arlt Germania  | Toni Eggert Sascha Benecken Germania | Mārtiņš Bots Roberts Plūme Lettonia |
| 2023/24  | Thomas Steu Wolfgang Kindl Austria | Tobias Wendl Tobias Arlt Germania    | Mārtiņš Bots Roberts Plūme Lettonia |

#### Singolo sprint donne
| Stagione | Prima                         | Seconda                       | Terza                         |
| -------- | ----------------------------- | ----------------------------- | ----------------------------- |
| 2014/15  | Natalie Geisenberger Germania | Erin Hamlin Stati Uniti       | Dajana Eitberger Germania     |
| 2015/16  | Dajana Eitberger Germania     | Natalie Geisenberger Germania | Summer Britcher Stati Uniti   |
| 2016/17  | Natalie Geisenberger Germania | Erin Hamlin Stati Uniti       | Tat'jana Ivanova Russia       |
| 2017/18  | Natalie Geisenberger Germania | Summer Britcher Stati Uniti   | Tatjana Hüfner Germania       |
| 2018/19  | Natalie Geisenberger Germania | Dajana Eitberger Germania     | Summer Britcher Stati Uniti   |
| 2019/20  | Julia Taubitz Germania        | Tat'jana Ivanova Russia       | Viktorija Demčenko Russia     |
| 2020/21  | Julia Taubitz Germania        | Natalie Geisenberger Germania | Dajana Eitberger Germania     |
| 2021/22  | Julia Taubitz Germania        | Madeleine Egle Austria        | Natalie Geisenberger Germania |
| 2022/23  | Julia Taubitz Germania        | Dajana Eitberger Germania     | Emily Sweeney Stati Uniti     |
| 2023/24  | Julia Taubitz Germania        | Emily Sweeney Stati Uniti     | Kendija Aparjode Lettonia     |

#### Singolo sprint uomini
| Stagione | Primo                                          | Secondo                                        | Terzo                           |
| -------- | ---------------------------------------------- | ---------------------------------------------- | ------------------------------- |
| 2014/15  | Andi Langenhan Germania                        | Wolfgang Kindl Austria                         | Felix Loch Germania             |
| 2015/16  | Felix Loch Germania                            | Wolfgang Kindl Austria                         | Johannes Ludwig Germania        |
| 2016/17  | Roman Repilov Russia                           | Felix Loch Germania                            | Christopher Mazdzer Stati Uniti |
| 2017/18  | Wolfgang Kindl Austria                         | Felix Loch Germania e Johannes Ludwig Germania | –                               |
| 2018/19  | Roman Repilov Russia                           | Semën Pavličenko Russia                        | Felix Loch Germania             |
| 2019/20  | Roman Repilov Russia                           | Semën Pavličenko Russia                        | Reinhard Egger Austria          |
| 2020/21  | Kevin Fischnaller Italia e Felix Loch Germania | –                                              | Semën Pavličenko Russia         |
| 2021/22  | Wolfgang Kindl Austria                         | Dominik Fischnaller Italia                     | Roman Repilov Russia            |
| 2022/23  | Dominik Fischnaller Italia                     | David Gleirscher Austria                       | Jonas Müller Austria            |
| 2023/24  | Max Langenhan Germania                         | Felix Loch Germania                            | Kristers Aparjods Lettonia      |

#### Doppio sprint
| Stagione | Primi                                | Secondi                                       | Terzi                                         |
| -------- | ------------------------------------ | --------------------------------------------- | --------------------------------------------- |
| 2014/15  | Toni Eggert Sascha Benecken Germania | Tobias Wendl Tobias Arlt Germania             | Andris Šics Juris Šics Lettonia               |
| 2015/16  | Tobias Wendl Tobias Arlt Germania    | Toni Eggert Sascha Benecken Germania          | Peter Penz Georg Fischler Austria             |
| 2016/17  | Toni Eggert Sascha Benecken Germania | Tobias Wendl Tobias Arlt Germania             | Matthew Mortensen Jayson Terdiman Stati Uniti |
| 2017/18  | Andris Šics Juris Šics Lettonia      | Matthew Mortensen Jayson Terdiman Stati Uniti | Tobias Wendl Tobias Arlt Germania             |
| 2018/19  | Toni Eggert Sascha Benecken Germania | Thomas Steu Lorenz Koller Austria             | Andris Šics Juris Šics Lettonia               |
| 2019/20  | Andris Šics Juris Šics Lettonia      | Toni Eggert Sascha Benecken Germania          | Tobias Wendl Tobias Arlt Germania             |
| 2020/21  | Thomas Steu Lorenz Koller Austria    | Andris Šics Juris Šics Lettonia               | Toni Eggert Sascha Benecken Germania          |
| 2021/22  | Andris Šics Juris Šics Lettonia      | Toni Eggert Sascha Benecken Germania          | Tobias Wendl Tobias Arlt Germania             |

#### Doppio sprint donne
| Stagione | Prime                                                                 | Seconde                               | Terze                                     |
| -------- | --------------------------------------------------------------------- | ------------------------------------- | ----------------------------------------- |
| 2022/23  | Andrea Vötter Marion Oberhofer Italia e Selina Egle Lara Kipp Austria | –                                     | Anda Upīte Sanija Ozoliņa Lettonia        |
| 2023/24  | Selina Egle Lara Kipp Austria                                         | Andrea Vötter Marion Oberhofer Italia | Dajana Eitberger Saskia Schirmer Germania |

#### Doppio sprint uomini
| Stagione | Primi                               | Secondi                                                                | Terzi                                  |
| -------- | ----------------------------------- | ---------------------------------------------------------------------- | -------------------------------------- |
| 2022/23  | Tobias Wendl Tobias Arlt Germania   | Toni Eggert Sascha Benecken Germania                                   | Yannick Müller Armin Frauscher Austria |
| 2023/24  | Mārtiņš Bots Roberts Plūme Lettonia | Thomas Steu Wolfgang Kindl Austria e Tobias Wendl Tobias Arlt Germania | –                                      |

## Statistiche e record

### I più vittoriosi nelle classifiche di Coppa del Mondo generale
Il record assoluto di Coppe del Mondo appartiene all'italiano Norbert Huber con undici trionfi; lo stesso Huber è anche l'unico atleta ad aver conquistato le sfere di cristallo sia nel singolo sia nel doppio e peraltro in due occasioni (nel 1984/85 e nel 1985/86) nel corso della medesima stagione. Lo seguono distaccati di una sola lunghezza l'altro italiano Armin Zöggeler e l'austriaco Markus Prock entrambi pluripremiati nella specialità del singolo. Le prime donne in classifica sono la tedesca Natalie Geisenberger, con otto trofei, seguita dalle connazionali Tatjana Hüfner e Silke Kraushaar-Pielach, a quota cinque.
Nella seguente classifica sono indicati tutti gli atleti vincitori di almeno due Coppe del Mondo generali, ordinati per numero di vittorie. Le classifiche sono aggiornate alla stagione 2023/24; in grassetto le atlete e gli atleti ancora in attività.
| Pos. | Atleta               | Nazione                   | Carriera         | Totale trofei | Trofei singolo | Trofei doppio |
| ---- | -------------------- | ------------------------- | ---------------- | ------------- | -------------- | ------------- |
| 1    | Norbert Huber        | Italia                    | 1982-2000        | 11            | 3              | 8             |
| 2    | Markus Prock         | Austria                   | 1982-2002        | 10            | 10             | –             |
| 2    | Armin Zöggeler       | Italia                    | 1993-2014        | 10            | 10             | –             |
| 4    | Natalie Geisenberger | Germania                  | 2006-2022        | 8             | 8              | –             |
| 4    | Hansjörg Raffl       | Italia                    | 1978-1994        | 8             | –              | 8             |
| 6    | Felix Loch           | Germania                  | 2006-in attività | 7             | 7              | –             |
| 7    | Sascha Benecken      | Germania                  | 2010-2023        | 6             | –              | 6             |
| 7    | Toni Eggert          | Germania                  | 2008-2023        | 6             | –              | 6             |
| 7    | Patric Leitner       | Germania                  | 1998-2010        | 6             | –              | 6             |
| 7    | Alexander Resch      | Germania                  | 1998-2010        | 6             | –              | 6             |
| 11   | Tobias Arlt          | Germania                  | 2006-in attività | 5             | –              | 5             |
| 11   | Tatjana Hüfner       | Germania                  | 2004-2019        | 5             | 5              | –             |
| 11   | Silke Kraushaar      | Germania                  | 1995-2008        | 5             | 5              | –             |
| 11   | Tobias Wendl         | Germania                  | 2006-in attività | 5             | –              | 5             |
| 15   | Sylke Otto           | Germania                  | 1992-2007        | 4             | 4              | –             |
| 15   | Julia Taubitz        | Germania                  | 2015-in attività | 4             | 4              | –             |
| 17   | Jan Behrendt         | Germania Est / Germania   | 1988-1998        | 3             | –              | 3             |
| 17   | Mark Grimmette       | Stati Uniti               | 1991-2010        | 3             | –              | 3             |
| 17   | Ernst Haspinger      | Italia                    | 1977-1984        | 3             | 3              | –             |
| 17   | Paul Hildgartner     | Italia                    | 1977-1988        | 3             | 3              | –             |
| 17   | Stefan Krauße        | Germania Est / Germania   | 1988-1998        | 3             | –              | 3             |
| 17   | Günther Lemmerer     | Austria                   | 1977-1984        | 3             | –              | 3             |
| 17   | Brian Martin         | Stati Uniti               | 1994-2010        | 3             | –              | 3             |
| 17   | Angelika Schafferer  | Austria                   | 1977-1981        | 3             | 3              | –             |
| 17   | Reinhold Sulzbacher  | Austria                   | 1977-1983        | 3             | –              | 3             |
| 26   | Julija Antipova      | Unione Sovietica          | 1986-1991        | 2             | 2              | –             |
| 26   | Karl Brunner         | Italia                    | 1977-1982        | 2             | –              | 2             |
| 26   | Susi Erdmann         | Germania Est / Germania   | 1987-1999        | 2             | 2              | –             |
| 26   | Patrick Gruber       | Italia                    | 1998-2018        | 2             | –              | 2             |
| 26   | Peter Gschnitzer     | Italia                    | 1977-1980        | 2             | –              | 2             |
| 26   | Georg Hackl          | Germania Ovest / Germania | 1984-2006        | 2             | 2              | –             |
| 26   | Marion Oberhofer     | Italia                    | 2019-in attività | 2             | –              | 2             |
| 26   | Ute Oberhoffner      | Germania Est              | 1979-1989        | 2             | 2              | –             |
| 26   | Christian Oberstolz  | Italia                    | 1998-2018        | 2             | –              | 2             |
| 26   | Roman Repilov        | Russia                    | 2014-in attività | 2             | 2              | –             |
| 26   | Cerstin Schmidt      | Germania Est              | 1980-1988        | 2             | 2              | –             |
| 26   | Thomas Steu          | Austria                   | 2013-in attività | 2             | –              | 2             |
| 26   | Andrea Vötter        | Italia                    | 2014-in attività | 2             | –              | 2             |
| 26   | Gerda Weissensteiner | Italia                    | 1987-1998        | 2             | 2              | –             |

### I più vittoriosi nelle classifiche di Coppa del Mondo di specialità
A differenza della storia ultraquarantennale della Coppa del Mondo, l'istituzione delle Coppe di specialità è avvenuta molto più recentemente: quella relativa alle gare "sprint" è entrata in vigore dal 2014/15, mentre quella riguardante le sole gare "classiche" è stata introdotta nel 2020/21. Il record di vittorie appartiene alla tedesca Julia Taubitz a quota 7 trofei, mentre l'austriaco Wolfgang Kindl è l'unico ad aver vinto sia nel singolo sia nel doppio.
Nella seguente classifica sono indicati tutti gli atleti vincitori di almeno una Coppa del Mondo di specialità, ordinati per numero di vittorie. Le classifiche sono aggiornate alla stagione 2023/24; in grassetto le atlete e gli atleti ancora in attività.
| Pos. | Atleta               | Nazione  | Carriera         | Totale trofei | Trofei singolo | Trofei doppio | Trofei singolo sprint | Trofei doppio sprint |
| ---- | -------------------- | -------- | ---------------- | ------------- | -------------- | ------------- | --------------------- | -------------------- |
| 1    | Julia Taubitz        | Germania | 2015-in attività | 7             | 2              | –             | 5                     | –                    |
| 2    | Natalie Geisenberger | Germania | 2006-2022        | 5             | 1              | –             | 4                     | –                    |
| 3    | Sascha Benecken      | Germania | 2010-2023        | 4             | –              | 1             | –                     | 3                    |
| 3    | Toni Eggert          | Germania | 2008-2023        | 4             | –              | 1             | –                     | 3                    |
| 3    | Felix Loch           | Germania | 2006-in attività | 4             | 2              | –             | 2                     | –                    |
| 6    | Tobias Arlt          | Germania | 2006-in attività | 3             | –              | 1             | –                     | 2                    |
| 6    | Wolfgang Kindl       | Austria  | 2006-in attività | 3             | –              | 1             | 2                     | –                    |
| 6    | Roman Repilov        | Russia   | 2014-in attività | 3             | –              | –             | 3                     | –                    |
| 6    | Andris Šics          | Lettonia | 2003-2022        | 3             | –              | –             | –                     | 3                    |
| 6    | Juris Šics           | Lettonia | 2001-2022        | 3             | –              | –             | –                     | 3                    |
| 6    | Thomas Steu          | Austria  | 2012-in attività | 3             | –              | 2             | –                     | 1                    |
| 6    | Tobias Wendl         | Germania | 2006-in attività | 3             | –              | 1             | –                     | 2                    |
| 13   | Selina Egle          | Austria  | 2020-in attività | 2             | –              | –             | –                     | 2                    |
| 13   | Lara Kipp            | Austria  | 2022-in attività | 2             | –              | –             | –                     | 2                    |
| 13   | Lorenz Koller        | Austria  | 2012-2023        | 2             | –              | 1             | –                     | 1                    |
| 13   | Max Langenhan        | Germania | 2019-in attività | 2             | 1              | –             | 1                     | –                    |
| 13   | Marion Oberhofer     | Italia   | 2019-in attività | 2             | –              | 1             | –                     | 1                    |
| 13   | Andrea Vötter        | Italia   | 2012-in attività | 2             | –              | 1             | –                     | 1                    |
| 19   | Mārtiņš Bots         | Lettonia | 2021-in attività | 1             | –              | –             | –                     | 1                    |
| 19   | Jessica Degenhardt   | Germania | 2020-in attività | 1             | –              | 1             | –                     | –                    |
| 19   | Madeleine Egle       | Austria  | 2016-in attività | 1             | 1              | –             | –                     | –                    |
| 19   | Dajana Eitberger     | Germania | 2012-in attività | 1             | –              | –             | 1                     | –                    |
| 19   | Dominik Fischnaller  | Italia   | 2010-in attività | 1             | –              | –             | 1                     | –                    |
| 19   | Kevin Fischnaller    | Italia   | 2011-2022        | 1             | –              | –             | 1                     | –                    |
| 19   | Andi Langenhan       | Germania | 2004-2018        | 1             | –              | –             | 1                     | –                    |
| 19   | Johannes Ludwig      | Germania | 2007-2022        | 1             | 1              | –             | –                     | –                    |
| 19   | Roberts Plūme        | Lettonia | 2021-in attività | 1             | –              | –             | –                     | 1                    |
| 19   | Cheyenne Rosenthal   | Germania | 2020-in attività | 1             | –              | 1             | –                     | –                    |

### I più vittoriosi in gare di Coppa del Mondo
Il record di vittorie nelle singole gare di Coppa del Mondo, comprendendo anche le gare a squadre e le competizioni sprint, appartiene ai tedeschi Tobias Arlt e Tobias Wendl che hanno vinto 88 volte in carriera; la prima donna in questa classifica è l'altra teutonica Natalie Geisenberger, quarta in graduatoria a quota 75 vittorie.
Nella seguente classifica generale sono indicati tutti gli slittinisti vincitori di almeno dieci gare di Coppa del Mondo, mentre nelle classifiche per singole discipline vengono riportati i primi quindici atleti in ordine di numero di vittorie nelle prove del singolo, di quelle sprint e delle gare a squadre ed i primi venticinque nelle prove del doppio. Le classifiche sono aggiornate alla stagione 2023/24; in grassetto le atlete e gli atleti ancora in attività.

#### Classifica generale
| Pos. | Atleta               | Nazione                   | Carriera         | Vittorie | Singolo | Doppio | Singolo sprint | Doppio sprint | Gara a squadre |
| ---- | -------------------- | ------------------------- | ---------------- | -------- | ------- | ------ | -------------- | ------------- | -------------- |
| 1    | Tobias Arlt          | Germania                  | 2006-in attività | 86       | –       | 47     | –              | 6             | 33             |
| 1    | Tobias Wendl         | Germania                  | 2006-in attività | 86       | –       | 47     | –              | 6             | 33             |
| 3    | Felix Loch           | Germania                  | 2006-in attività | 85       | 43      | –      | 9              | –             | 33             |
| 4    | Natalie Geisenberger | Germania                  | 2006-2022        | 75       | 48      | –      | 4              | –             | 23             |
| 5    | Sascha Benecken      | Germania                  | 2010-2023        | 73       | –       | 43     | –              | 11            | 19             |
| 5    | Toni Eggert          | Germania                  | 2008-2023        | 73       | –       | 43     | –              | 11            | 19             |
| 7    | Armin Zöggeler       | Italia                    | 1993-2014        | 59       | 57      | –      | –              | –             | 2              |
| 8    | Tatjana Hüfner       | Germania                  | 2004-2019        | 53       | 38      | –      | –              | –             | 15             |
| 9    | Patric Leitner       | Germania                  | 1998-2010        | 45       | –       | 34     | –              | –             | 11             |
| 9    | Alexander Resch      | Germania                  | 1998-2010        | 45       | –       | 34     | –              | –             | 11             |
| 11   | Silke Kraushaar      | Germania                  | 1995-2008        | 44       | 36      | –      | –              | –             | 8              |
| 12   | Sylke Otto           | Germania                  | 1992-2007        | 40       | 37      | –      | –              | –             | 3              |
| 13   | Georg Hackl          | Germania Ovest / Germania | 1984-2006        | 38       | 34      | 3      | –              | –             | 1              |
| 14   | Norbert Huber        | Italia                    | 1982-2000        | 35       | 8       | 27     | –              | –             | –              |
| 15   | Julia Taubitz        | Germania                  | 2015-in attività | 34       | 16      | –      | 11             | –             | 7              |
| 16   | Markus Prock         | Austria                   | 1982-2002        | 33       | 33      | –      | –              | –             | –              |
| 17   | Hansjörg Raffl       | Italia                    | 1978-1994        | 29       | 1       | 28     | –              | –             | –              |
| 18   | Jan Behrendt         | Germania Est / Germania   | 1988-1998        | 27       | –       | 27     | –              | –             | –              |
| 18   | Stefan Krauße        | Germania Est / Germania   | 1988-1998        | 27       | –       | 27     | –              | –             | –              |
| 18   | David Möller         | Germania                  | 2001-2014        | 27       | 10      | –      | –              | –             | 17             |
| 21   | Tat'jana Ivanova     | Russia                    | 2008-in attività | 26       | 13      | –      | 4              | –             | 9              |
| 22   | Semën Pavličenko     | Russia                    | 2007-in attività | 22       | 9       | –      | 4              | –             | 9              |
| 23   | Patrick Gruber       | Italia                    | 1998-2018        | 21       | –       | 16     | –              | 1             | 4              |
| 23   | Christian Oberstolz  | Italia                    | 1998-2018        | 21       | –       | 16     | –              | 1             | 4              |
| 25   | Max Langenhan        | Germania                  | 2018-in attività | 19       | 10      | –      | 4              | –             | 5              |
| 26   | Madeleine Egle       | Austria                   | 2016-in attività | 18       | 10      | –      | 2              | –             | 6              |
| 27   | Al'bert Demčenko     | Russia                    | 1990-2014        | 17       | 15      | –      | –              | –             | 2              |
| 27   | Dajana Eitberger     | Germania                  | 2012-in attività | 17       | 8       | 1      | 2              | –             | 6              |
| 27   | Thomas Steu          | Austria                   | 2012-in attività | 17       | –       | 11     | –              | 2             | 4              |
| 30   | Jessica Degenhardt   | Germania                  | 2019-in attività | 16       | –       | 12     | –              | –             | 4              |
| 30   | Andreas Linger       | Austria                   | 2000-2014        | 16       | –       | 15     | –              | –             | 1              |
| 30   | Wolfgang Linger      | Austria                   | 2000-2014        | 16       | –       | 15     | –              | –             | 1              |
| 30   | Cheyenne Rosenthal   | Germania                  | 2019-in attività | 16       | –       | 12     | –              | –             | 4              |
| 34   | Wolfgang Kindl       | Austria                   | 2006-in attività | 15       | 6       | 3      | 4              | –             | 2              |
| 35   | Dominik Fischnaller  | Italia                    | 2010-in attività | 14       | 6       | –      | 3              | –             | 5              |
| 35   | André Florschütz     | Germania                  | 1998-2010        | 14       | –       | 11     | –              | –             | 3              |
| 35   | Torsten Wustlich     | Germania                  | 1998-2010        | 14       | –       | 11     | –              | –             | 3              |
| 38   | Gabriele Kohlisch    | Germania Est / Germania   | 1984-1997        | 13       | 13      | –      | –              | –             | –              |
| 38   | Lorenz Koller        | Austria                   | 2012-2023        | 13       | –       | 8      | –              | 2             | 3              |
| 38   | Johannes Ludwig      | Germania                  | 2007-2022        | 13       | 10      | –      | –              | –             | 3              |
| 38   | Gerda Weissensteiner | Italia                    | 1988-1998        | 13       | 13      | –      | –              | –             | –              |
| 42   | Mark Grimmette       | Stati Uniti               | 1991-2010        | 12       | –       | 11     | –              | –             | 1              |
| 42   | Jörg Hoffmann        | Germania Est / Germania   | 1979-1992        | 12       | 1       | 11     | –              | –             | –              |
| 42   | Brian Martin         | Stati Uniti               | 1994-2010        | 12       | –       | 11     | –              | –             | 1              |
| 45   | Kristers Aparjods    | Lettonia                  | 2016-in attività | 11       | 5       | –      | –              | –             | 6              |
| 45   | Jana Bode            | Germania Ovest / Germania | 1989-1998        | 11       | 11      | –      | –              | –             | –              |
| 45   | Mārtiņš Bots         | Lettonia                  | 2021-in attività | 11       | –       | 4      | –              | 2             | 5              |
| 45   | Paul Hildgartner     | Italia                    | 1977-1988        | 11       | 11      | –      | –              | –             | –              |
| 45   | Andi Langenhan       | Germania                  | 2004-2018        | 11       | 7       | –      | –              | –             | 4              |
| 45   | Jochen Pietzsch      | Germania Est / Germania   | 1982-1992        | 11       | –       | 11     | –              | –             | –              |
| 45   | Roberts Plūme        | Lettonia                  | 2021-in attività | 11       | –       | 4      | –              | 2             | 5              |
| 52   | Wilfried Huber       | Italia                    | 1986-2010        | 10       | 3       | 7      | –              | –             | –              |
| 52   | Jens Müller          | Germania Est / Germania   | 1984-2001        | 10       | 10      | –      | –              | –             | –              |
| 52   | Andrea Vötter        | Italia                    | 2014-in attività | 10       | –       | 5      | –              | 1             | 4              |

#### Classifica singolo donne
| Pos. | Atleta               | Nazione                   | Carriera         | Vittorie |
| ---- | -------------------- | ------------------------- | ---------------- | -------- |
| 1    | Natalie Geisenberger | Germania                  | 2006-2022        | 48       |
| 2    | Tatjana Hüfner       | Germania                  | 2004-2019        | 38       |
| 3    | Sylke Otto           | Germania                  | 1992-2007        | 37       |
| 4    | Silke Kraushaar      | Germania                  | 1995-2008        | 36       |
| 5    | Julia Taubitz        | Germania                  | 2015-in attività | 16       |
| 6    | Tat'jana Ivanova     | Russia                    | 2008-in attività | 13       |
| 6    | Gabriele Kohlisch    | Germania Est / Germania   | 1984-1997        | 13       |
| 6    | Gerda Weissensteiner | Italia                    | 1988-1998        | 13       |
| 9    | Jana Bode            | Germania Ovest / Germania | 1989-1998        | 11       |
| 10   | Madeleine Egle       | Austria                   | 2016-in attività | 10       |
| 11   | Dajana Eitberger     | Germania                  | 2012-in attività | 8        |
| 11   | Cerstin Schmidt      | Germania Est              | 1980-1988        | 8        |
| 13   | Ute Oberhoffner      | Germania Est              | 1979-1989        | 7        |
| 14   | Steffi Martin        | Germania Est              | 1981-1988        | 6        |
| 14   | Marie-Luise Rainer   | Italia                    | 1977-1988        | 6        |

#### Classifica singolo uomini
| Pos. | Atleta              | Nazione                   | Carriera         | Vittorie |
| ---- | ------------------- | ------------------------- | ---------------- | -------- |
| 1    | Armin Zöggeler      | Italia                    | 1993-2014        | 57       |
| 2    | Felix Loch          | Germania                  | 2006-in attività | 43       |
| 3    | Georg Hackl         | Germania Ovest / Germania | 1984-2006        | 34       |
| 4    | Markus Prock        | Austria                   | 1982-2002        | 33       |
| 5    | Al'bert Demčenko    | Russia                    | 1990-2014        | 15       |
| 6    | Paul Hildgartner    | Italia                    | 1977-1988        | 11       |
| 7    | Max Langenhan       | Germania                  | 2018-in attività | 10       |
| 7    | Johannes Ludwig     | Germania                  | 2007-2022        | 10       |
| 7    | David Möller        | Germania                  | 2001-2014        | 10       |
| 7    | Jens Müller         | Germania Est / Germania   | 1984-2001        | 10       |
| 11   | Semën Pavličenko    | Russia                    | 2007-in attività | 9        |
| 12   | Norbert Huber       | Italia                    | 1982-2000        | 8        |
| 13   | Ernst Haspinger     | Italia                    | 1977-1984        | 7        |
| 13   | Andi Langenhan      | Germania                  | 2004-2018        | 7        |
| 15   | Dominik Fischnaller | Italia                    | 2010-in attività | 6        |
| 15   | Wolfgang Kindl      | Austria                   | 2006-in attività | 6        |

#### Classifica doppio donne
| Pos. | Atleta             | Nazione  | Carriera         | Vittorie |
| ---- | ------------------ | -------- | ---------------- | -------- |
| 1    | Jessica Degenhardt | Germania | 2019-in attività | 12       |
| 1    | Cheyenne Rosenthal | Germania | 2019-in attività | 12       |
| 3    | Marion Oberhofer   | Italia   | 2019-in attività | 5        |
| 3    | Andrea Vötter      | Italia   | 2014-in attività | 5        |
| 5    | Selina Egle        | Austria  | 2020-in attività | 3        |
| 5    | Lara Kipp          | Austria  | 2022-in attività | 3        |
| 7    | Dajana Eitberger   | Germania | 2012-in attività | 1        |
| 7    | Sanija Ozoliņa     | Lettonia | 2021-in attività | 1        |
| 7    | Pauline Patz       | Germania | 2021-in attività | 1        |
| 7    | Luisa Romanenko    | Germania | 2021-2022        | 1        |
| 7    | Saskia Schirmer    | Germania | 2023-in attività | 1        |
| 7    | Anda Upīte         | Lettonia | 2021-in attività | 1        |
| 7    | Viktorija Ziediņa  | Lettonia | 2021-in attività | 1        |
| 7    | Selīna Zvilna      | Lettonia | 2021-in attività | 1        |

#### Classifica doppio / doppio uomini
| Pos. | Atleta              | Nazione                 | Carriera         | Vittorie |
| ---- | ------------------- | ----------------------- | ---------------- | -------- |
| 1    | Tobias Arlt         | Germania                | 2006-in attività | 47       |
| 1    | Tobias Wendl        | Germania                | 2006-in attività | 47       |
| 3    | Sascha Benecken     | Germania                | 2010-2023        | 43       |
| 3    | Toni Eggert         | Germania                | 2008-2023        | 43       |
| 5    | Patric Leitner      | Germania                | 1998-2010        | 34       |
| 5    | Alexander Resch     | Germania                | 1998-2010        | 34       |
| 7    | Hansjörg Raffl      | Italia                  | 1978-1994        | 28       |
| 8    | Jan Behrendt        | Germania Est / Germania | 1988-1998        | 27       |
| 8    | Norbert Huber       | Italia                  | 1982-2000        | 27       |
| 8    | Stefan Krauße       | Germania Est / Germania | 1988-1998        | 27       |
| 11   | Patrick Gruber      | Italia                  | 1998-2018        | 16       |
| 11   | Christian Oberstolz | Italia                  | 1998-2018        | 16       |
| 13   | Andreas Linger      | Austria                 | 2000-2014        | 15       |
| 13   | Wolfgang Linger     | Austria                 | 2000-2014        | 15       |
| 15   | André Florschütz    | Germania                | 1998-2010        | 11       |
| 15   | Mark Grimmette      | Stati Uniti             | 1991-2010        | 11       |
| 15   | Jörg Hoffmann       | Germania Est / Germania | 1979-1992        | 11       |
| 15   | Brian Martin        | Stati Uniti             | 1994-2010        | 11       |
| 15   | Jochen Pietzsch     | Germania Est / Germania | 1982-1992        | 11       |
| 15   | Thomas Steu         | Austria                 | 2012-in attività | 11       |
| 15   | Torsten Wustlich    | Germania                | 1998-2010        | 11       |
| 22   | Lorenz Koller       | Austria                 | 2012-2023        | 8        |
| 22   | Steffen Skel        | Germania                | 1993-2004        | 8        |
| 22   | Steffen Wöller      | Germania                | 1993-2004        | 8        |
| 25   | Kurt Brugger        | Italia                  | 1986-1998        | 7        |
| 25   | Wilfried Huber      | Italia                  | 1986-2010        | 7        |

#### Classifica gare sprint
| Pos. | Atleta               | Nazione  | Carriera         | Vittorie | Singolo | Doppio |
| ---- | -------------------- | -------- | ---------------- | -------- | ------- | ------ |
| 1    | Sascha Benecken      | Germania | 2010-2023        | 11       | –       | 11     |
| 1    | Toni Eggert          | Germania | 2008-2023        | 11       | –       | 11     |
| 1    | Julia Taubitz        | Germania | 2015-in attività | 11       | 11      | –      |
| 4    | Felix Loch           | Germania | 2006-in attività | 9        | 9       | –      |
| 5    | Tobias Arlt          | Germania | 2006-in attività | 6        | –       | 6      |
| 5    | Tobias Wendl         | Germania | 2006-in attività | 6        | –       | 6      |
| 7    | Selina Egle          | Austria  | 2020-in attività | 4        | –       | 4      |
| 7    | Natalie Geisenberger | Germania | 2006-2022        | 4        | 4       | –      |
| 7    | Tat'jana Ivanova     | Russia   | 2008-in attività | 4        | 4       | –      |
| 7    | Wolfgang Kindl       | Austria  | 2006-in attività | 4        | 4       | –      |
| 7    | Lara Kipp            | Austria  | 2022-in attività | 4        | –       | 4      |
| 7    | Max Langenhan        | Germania | 2018-in attività | 4        | 4       | –      |
| 7    | Semën Pavličenko     | Russia   | 2007-in attività | 4        | 4       | –      |
| 7    | Roman Repilov        | Russia   | 2014-in attività | 4        | 4       | –      |
| 7    | Andris Šics          | Lettonia | 2003-2022        | 4        | –       | 4      |
| 7    | Juris Šics           | Lettonia | 2001-2022        | 4        | –       | 4      |

#### Classifica gare a squadre
| Pos. | Atleta               | Nazione  | Carriera         | Vittorie |
| ---- | -------------------- | -------- | ---------------- | -------- |
| 1    | Tobias Arlt          | Germania | 2006-in attività | 33       |
| 1    | Felix Loch           | Germania | 2006-in attività | 33       |
| 1    | Tobias Wendl         | Germania | 2006-in attività | 33       |
| 4    | Natalie Geisenberger | Germania | 2006-2022        | 23       |
| 5    | Sascha Benecken      | Germania | 2010-2023        | 19       |
| 5    | Toni Eggert          | Germania | 2008-2023        | 19       |
| 7    | David Möller         | Germania | 2001-2014        | 17       |
| 8    | Tatjana Hüfner       | Germania | 2004-2019        | 15       |
| 9    | Patric Leitner       | Germania | 1998-2010        | 11       |
| 9    | Alexander Resch      | Germania | 1998-2010        | 11       |
| 11   | Tat'jana Ivanova     | Russia   | 2008-in attività | 9        |
| 11   | Semën Pavličenko     | Russia   | 2007-in attività | 9        |
| 13   | Silke Kraushaar      | Germania | 1995-2008        | 8        |
| 14   | Julia Taubitz        | Germania | 2015-in attività | 7        |
| 15   | Kristers Aparjods    | Lettonia | 2016-in attività | 6        |
| 15   | Madeleine Egle       | Austria  | 2016-in attività | 6        |
| 15   | Dajana Eitberger     | Germania | 2012-in attività | 6        |

### I polivalenti
Come precedentemente ricordato, l'unico slittinista ad aver primeggiato in classifica generale di Coppa del Mondo sia nel singolo sia nel doppio è l'italiano Norbert Huber, ma anche altri si sono cimentati con buoni risultati in entrambe le specialità; in questo elenco vengono indicati tutti coloro che siano riusciti a vincere almeno una prova di Coppa del Mondo tanto nel singolo quanto nel doppio, l'unica donna capace di riuscire in questa accoppiata è la tedesca Dajana Eitberger. La classifica è aggiornata alla stagione 2023/24; in grassetto le atlete e gli atleti ancora in attività.
| Pos. | Atleta           | Nazione                   | Carriera         | Vittorie | Singolo | Doppio |
| ---- | ---------------- | ------------------------- | ---------------- | -------- | ------- | ------ |
| 1    | Georg Hackl      | Germania Ovest / Germania | 1984-2006        | 37       | 34      | 3      |
| 2    | Norbert Huber    | Italia                    | 1982-2000        | 35       | 8       | 27     |
| 3    | Hansjörg Raffl   | Italia                    | 1978-1994        | 29       | 1       | 28     |
| 4    | Wolfgang Kindl   | Austria                   | 2006-in attività | 13       | 10      | 3      |
| 5    | Jörg Hoffmann    | Germania Est / Germania   | 1979-1992        | 12       | 1       | 11     |
| 6    | Dajana Eitberger | Germania                  | 2012-in attività | 11       | 10      | 1      |
| 7    | Wilfried Huber   | Italia                    | 1986-2010        | 10       | 3       | 7      |
| 8    | Karl Brunner     | Italia                    | 1977-1982        | 4        | 1       | 3      |
| 8    | Hans Rinn        | Germania Est              | 1977-1982        | 4        | 3       | 1      |
| 10   | Wendel Suckow    | Stati Uniti               | 1986-1998        | 3        | 2       | 1      |

### Statistiche per nazione

#### Coppe del Mondo generali
Dominatrice di questa classifica è la squadra tedesca con 82 affermazioni su 169 trofei assegnati, a cui vanno però aggiunte quelle ottenute nel periodo precedente l'unificazione dagli atleti della Germania dell'Est e dell'Ovest.
La classifica è aggiornata alla stagione 2023/24; in corsivo le nazioni non più esistenti.
| Pos. | Nazione          | Totale trofei | Singolo donne | Singolo uomini | Doppio donne | Doppio uomini | Gara a squadre |
| ---- | ---------------- | ------------- | ------------- | -------------- | ------------ | ------------- | -------------- |
| 1    | Germania         | 82            | 31            | 9              | 1            | 22            | 19             |
| 2    | Italia           | 39            | 3             | 20             | 2            | 12            | 2              |
| 3    | Austria          | 22            | 4             | 11             | –            | 7             | –              |
| 4    | Germania Est     | 8             | 6             | 1              | –            | 1             | –              |
| 5    | Germania Ovest   | 5             | 1             | 3              | –            | 1             | –              |
| 5    | Russia           | 5             | –             | 4              | –            | –             | 1              |
| 7    | Stati Uniti      | 4             | –             | –              | –            | 4             | –              |
| 7    | Unione Sovietica | 4             | 3             | –              | –            | 1             | –              |

#### Coppe del Mondo di specialità
Anche in questa classifica è la nazione tedesca a primeggiare, potendo vantare 29 trofei, ovvero ben oltre la metà del totale di quelli assegnati.
La classifica è aggiornata alla stagione 2023/24; in corsivo le nazioni non più esistenti.
| Pos. | Nazione  | Totale trofei | Singolo donne | Singolo uomini | Doppio donne | Doppio uomini | Singolo sprint donne | Singolo sprint uomini | Doppio sprint donne | Doppio sprint uomini |
| ---- | -------- | ------------- | ------------- | -------------- | ------------ | ------------- | -------------------- | --------------------- | ------------------- | -------------------- |
| 1    | Germania | 29            | 3             | 4              | 1            | 2             | 10                   | 4                     | –                   | 5                    |
| 2    | Austria  | 8             | 1             | –              | –            | 2             | –                    | 2                     | 2                   | 1                    |
| 3    | Italia   | 4             | –             | –              | 1            | –             | –                    | 2                     | 1                   | –                    |
| 3    | Lettonia | 4             | –             | –              | –            | –             | –                    | –                     | –                   | 4                    |
| 5    | Russia   | 3             | –             | –              | –            | –             | –                    | 3                     | –                   | –                    |

#### Gare di Coppa del Mondo
Nella storia ultraquarantennale della Coppa del Mondo gli atleti della formazione tedesca hanno vinto oltre la metà delle gare disputate, con una percentuale ancora più alta se si considerano le vittorie colte prima dell'unificazione delle due Germanie dell'Est e dell'Ovest.
La classifica è aggiornata alla stagione 2023/24; in corsivo le nazioni non più esistenti.
| Pos. | Nazione          | Totale vittorie | Singolo donne | Singolo uomini | Doppio donne | Doppio uomini | Singolo sprint donne | Singolo sprint uomini | Doppio sprint donne | Doppio sprint uomini | Gara a squadre |
| ---- | ---------------- | --------------- | ------------- | -------------- | ------------ | ------------- | -------------------- | --------------------- | ------------------- | -------------------- | -------------- |
| 1    | Germania         | 640             | 222           | 115            | 14           | 171           | 17                   | 13                    | –                   | 18                   | 70             |
| 2    | Italia           | 195             | 22            | 96             | 5            | 59            | –                    | 3                     | 1                   | 1                    | 8              |
| 3    | Austria          | 147             | 22            | 52             | 3            | 46            | 2                    | 6                     | 4                   | 4                    | 8              |
| 4    | Germania Est     | 77              | 36            | 17             | –            | 24            | –                    | –                     | –                   | –                    | –              |
| 5    | Russia           | 72              | 13            | 30             | –            | 4             | 5                    | 8                     | –                   | 1                    | 11             |
| 6    | Stati Uniti      | 48              | 9             | 9              | –            | 20            | 6                    | 1                     | –                   | –                    | 3              |
| 7    | Lettonia         | 33              | 3             | 5              | 2            | 7             | –                    | –                     | 1                   | 7                    | 8              |
| 8    | Germania Ovest   | 30              | 5             | 11             | –            | 14            | –                    | –                     | –                   | –                    | –              |
| 9    | Unione Sovietica | 17              | 8             | 7              | –            | 2             | –                    | –                     | –                   | –                    | –              |
| 10   | Canada           | 9               | 3             | 1              | –            | –             | 1                    | –                     | –                   | –                    | 4              |
| 11   | Cecoslovacchia   | 2               | 2             | –              | –            | –             | –                    | –                     | –                   | –                    | –              |
| 12   | Svezia           | 1               | –             | 1              | –            | –             | –                    | –                     | –                   | –                    | –              |